# PRRG3
PRRG3 (англ. Proline rich and Gla domain 3) – білок, який кодується однойменним геном, розташованим у людей на довгому плечі X-хромосоми. Довжина поліпептидного ланцюга білка становить 231 амінокислот, а молекулярна маса — 25 875.
| 10         |  | 20         |  | 30         |  | 40         |  | 50         |
| ---------- |  | ---------- |  | ---------- |  | ---------- |  | ---------- |
| MAVFLEAKDA |  | HSVLKRFPRA |  | NEFLEELRQG |  | TIERECMEEI |  | CSYEEVKEVF |
| ENKEKTMEFW |  | KGYPNAVYSV |  | RDPSQSSDAM |  | YVVVPLLGVA |  | LLIVIALFII |
| WRCQLQKATR |  | HHPSYAQNRY |  | LASRAGHTLP |  | RVMVYRGTVH |  | SQGEPSGHRE |
| AANSPQVVLG |  | PSRGGRTTVR |  | LESTLYLPEL |  | SLSRLSSTTP |  | PPSYEEVTAP |
| QESSSEEASV |  | SYSDPPPKYE |  | EIVAANPGAD |  | K          |  |            |

A: Аланін

C: Цистеїн

D: Аспарагінова кислота

E: Глутамінова кислота

F: Фенілаланін

G: Гліцин

H: Гістидин

I: Ізолейцин

K: Лізин

L: Лейцин

M: Метіонін

N: Аспарагін

P: Пролін

Q: Глутамін

R: Аргінін

S: Серин

T: Треонін

V: Валін

W: Триптофан

Локалізований у мембрані.